# Distributisme
Distributisme is een politiek-economische leer die zich presenteert als een middenweg tussen kapitalisme en socialisme.

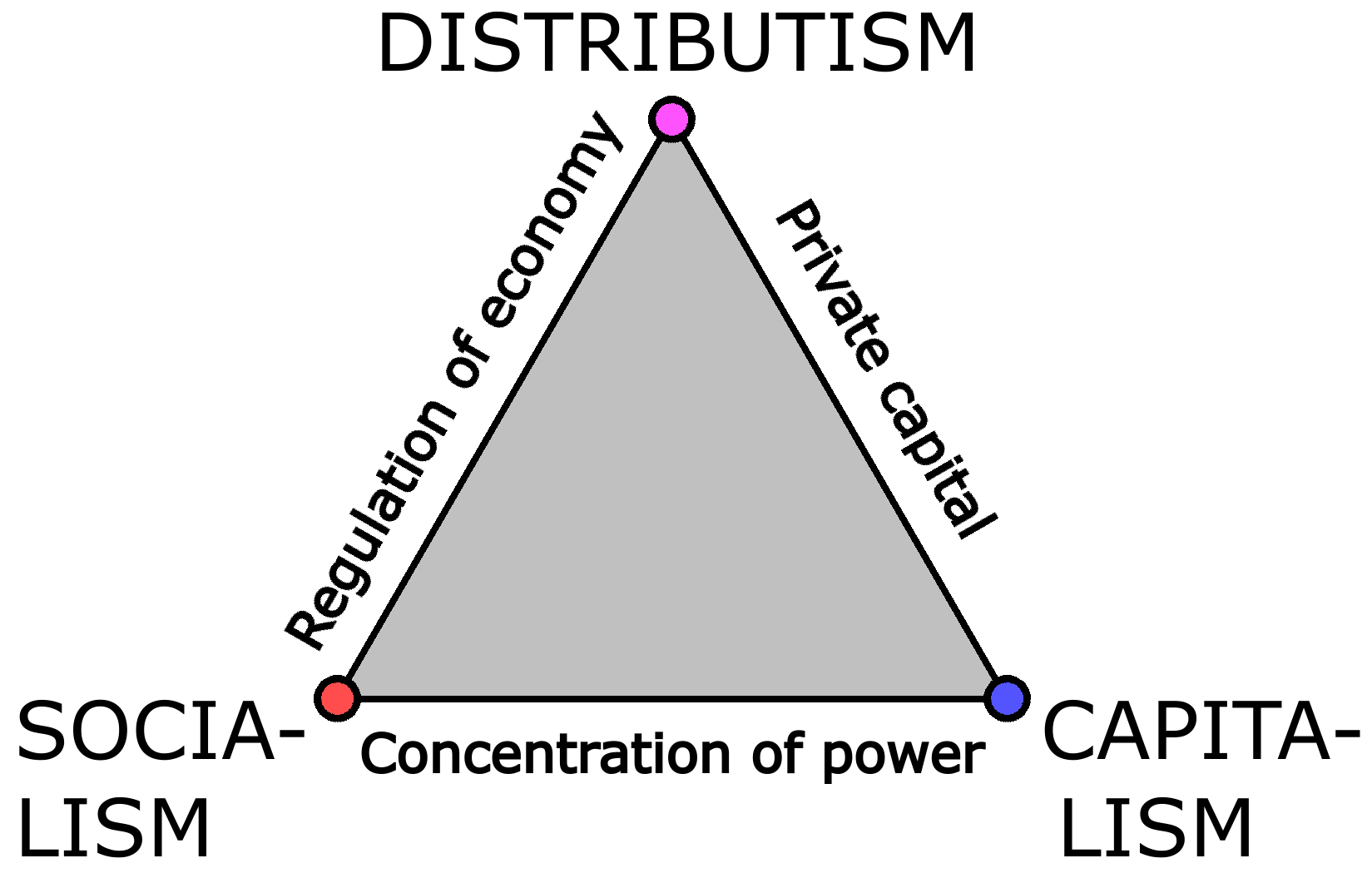
Positionering van het distributisme t.o.v. het socialisme en het kapitalisme

## Geschiedenis
Het distributisme stamt uit het Verenigd Koninkrijk en werd aan het einde van de negentiende eeuw en de eerste periode van de twintigste eeuw ontwikkeld door de katholieke schrijvers G.K. Chesterton en Hilaire Belloc. Beiden waren schatplichtig aan de katholieke sociale leer zoals die wordt verwoordt in de encycliek van paus Leo XIII Rerum Novarum.
Belangrijkste kenmerk van het distributisme is de verdeling van de productiemiddelen onder een zo groot mogelijk deel van de bevolking. Chesterton verwoordde dat met de uitspraak "Three acres and a cow" ("Drie acre en een koe"). Ieder gezin moest bij wijze van spreken rond kunnen komen (en in de mogelijkheid te worden gesteld om wat te sparen) door in het bezit te komen van een lapje grond. Hiermee onderscheidt het distributisme zich van het kapitalisme, dat ervan uit gaat dat het aantal eigenaren van de productiemiddelen beperkt blijft en het staatssocialisme dat alle productiemiddelen wil nationaliseren.
Het gezin als hoeksteen van de maatschappij is een van de belangrijke grondgedachten van het distributisme.
Volgens Chesterton en Belloc is het kapitalisme en het daarmee samenhangende individualisme (ofschoon Chesterton en Belloc zelf sterk individualistisch zijn) en materialisme schuldig aan het moreel verval van de samenleving en wordt de mens gedegradeerd tot consument. Ondernemers hebben volgens dit model geen verantwoordelijkheid ten opzichte van hun werknemers. Hiermee breekt het kapitalisme met de oude economische toestand waarbij de ondernemer, gevoed door zijn christelijke geloofsovertuiging en de traditie een plicht heeft ten overstaan van zijn werknemers. Zowel Chesterton en Belloc, die afwijzend staan tegenover de industriële samenleving, gaan zelfs zo ver dat zij stellen dat de situatie voor de werknemers in de middeleeuwen benijdenswaardiger was dan werknemers sinds de Industriële Revolutie. Deze laatste ontwikkeling heeft geleid tot het ontstaan van een lompenproletariaat. Dat het socialisme de wantoestanden van het kapitalisme aan de kaak is in hun ogen terecht, maar de oplossing, nationalisatie van de productiemiddelen wordt als onpraktisch van de hand gewezen. Bovendien beschouwden Chesterton en Belloc eigendom als een recht.
Hoewel de katholieke sociale leer zijn stempel heeft gedrukt zijn er meer invloeden aan te wijzen in het denken van Chesterton en Belloc. Van invloed is het liberalisme, zowel Chesterton en Belloc waren een periode in hun leven lid van de Liberal Party. Belloc was zelfs van 1906 tot 1910 voor die partij parlementslid. Van Chesterton is de uitspraak overgeleverd: "As much as I ever did, more than I ever did, I believe in Liberalism." Hij voegde daar echter wel aan toe: "But there was a rosy time of innocence when I believed in Liberals." Beiden waren vrij individualistisch en geloofden in zelfredzaamheid. Hun idee van bezit-voor-iedereen sloot indertijd aan bij de linkervleugel van de liberale partij. Het decentralisme dat zo kenmerkend was voor het Britse liberalisme werd door beide heren omarmd. Een centrale staat zou snel kunnen leiden tot een dictatuur. Een andere invloed is het populisme. Belloc en Chesterton wierpen zich op als de pleitbezorgers van de "gewone man." De gewone man was het slachtoffer van de macht van groot-kapitalisten en een bestuurlijke elite. In hun geschriften kwamen ze nogal eens polemisch uit de hoek en maakten hun tegenstanders vaak belachelijk. Omdat Chesterton en Belloc een afschuw hadden van industrialisatie en urbanisatie waren ze voorstander van een agrarische samenleving en wilden het oude ambacht weer in ere herstellen. Zij bewonderden ook het gildewezen in de middeleeuwen. Vakbonden zouden de rol van de gilden kunnen overnemen. De Arts-and-craftsbeweging drukte zijn stempel op het distributisme.
Belloc's en Chesterton's nationalisme leidde er toe dat distributisten tijdens de Eerste Wereldoorlog de oorlogsdoelen van het Verenigd Koninkrijk steunden. Toch zijn er ook distributisten die nationalisme van de hand wijzen, zoals Dorothy Day en Peter Maurin.
Het distributisme kon zich in de eerste helft van de twintigste eeuw verheugen in een behoorlijke aanhang, vooral onder katholieken. Binnen de Britse Liberal Party werkte de invloed van het distributisme behoorlijk lang door. De beweging Ownership for All ("Eigendom voor Allen"), gelieerd aan de liberale partij, telde een aantal distributisten onder haar leden, waaronder de latere partijvoorzitter Elliott Dodds. Ook Jo Grimond, die in de jaren '60 leiding gaf aan de Liberal Party in de House of Commons heeft de invloed ondergaan van het distributisme. De Labour-politici Arthur Penty (1875-1937) en Henry Slesser (1883-1973) waren de voornaamste pleitbezorgers van het distributisme binnen de Labour Party.
Omdat Chesterton en Belloc zich ophielden in schrijvers en kunstenaarskringen, wisten zij enkelen van hen te bewegen zich aan te sluiten bij de Distributist League, de organisatie van distributisten. Een bekenden kunstenaar, Eric Gill, sloot zich aan bij de Distributist League.
In de Verenigde Staten vond het distributisme in de jaren '30 doorgang. De journaliste en libertair-socialiste Dorothy Day gold als een belangrijk aanhanger van het distributisme. Samen met Peter Maurin (een katholieke anarachist) richtte zij in 1933 de Catholic Worker Movement op, die tot op de dag van vandaag bestaat.
In Australië bestaat sinds 1955 een distributistische politieke partij, de Democratic Labor Party. 
De Zwitserse econoom en wegbereider van de groene beweging, E.F. Schumacher, was een aanhanger van het distributisme.